# Куна (село)
Куна́ — село в Україні, у Гайсинській міській громаді Гайсинського району Вінницької області. Розташоване у гирлі річки Кунка (притока Собу) за 6 км на південний захід від міста Гайсин. Через село проходить автошлях Р33. Населення становить 1 578 осіб (станом на 2022 рік).

## Назва села

#### 1.Грошова одиниця
Коли сучасна людина (в кінці XX ст. — на початку XXI ст.) задумується про походження назви села і про те, щоб значило слово «куна» наголос на літері — А, то перше, що приходить на думку, це — гроші стародавньої Русі — клапті хутра або шкурки білки, куниці, соболя тощо [ногати, різани, векші, вивіриці, мордки, КУНИ…]. Вважається, що в поселенні проживали багаті люди з великою кількістю грошей, що носили назву «куни» (мабуть колись в навколишніх лісах водилась велика кількість куниць), тому так і було названо село… Підростаючі діти в Куні і Мар'янівці змалечку чули розповіді про це і кожний виростаючи, рахував, що це тільки так і не інакше…
Ось що пише по цьому поводу В.Панчук: «…Якщо ми вже завели мову про Куну та згадали про село Кунку, викладемо одну з імовірних версій походження цих назв. У стародавній Русі „куною“ звалася одиниця грошової системи. Термін походить від загальнослов'янського слова „куни“ — гроші, а первісне значення цього слова — шкура куниці, котра свого часу також виступала певною грошовою одиницею. У X—XI століттях вміст срібла в куні відповідав 125 гривні, у XII—XIII століттях „курс“ куни до гривні, якщо говорити сучасною мовою, впав і становив вже 50 кун за 1 тогочасну гривню. Вживання слова „куна“ у значенні грошей зберігалося дуже довго– його можна було почути ще у XVII ст…»

#### 2. Куниля. Зсув в брамі
Павло Мельник, писав: «Назва Куна пішла не від грошової одиниці, не від шкурки звірка. Скоріше вона походить від стратегічного розміщення поселення на берегах річки. У давнину це слово означало засув, клямку в брамі. Поселення, городища якого були на обох берегах Собу — кунянському і мар'янівському, у свій час служило форпостом, прикордонним укріпленням між Руссю і кочівниками. Я впевнений, що городище Кунилля, згадуване в Київському літописі, під 1150 роком, і є Куна. Я дуже переконаний, що це той самий „град у Київській землі у Чорних клобуках (чорні клобуки — назва кочового народу в Північному Причорномор'ї`)“, що його згадує під 1150 роком „Літопис Руський“. Тоді в міжусобній боротьбі за київський великокняжий стіл, Володимирський князь Ізяслав Мстиславовия використовував чорних клобуків, що тоді селились на півдні Київщини, на північному сході Вінниччини та Черкащині, або кочували тут. Ось що написано в літопису про подорож князя: „… Ізяслав рушив на гради Гольсько (тепер городище коло села Гульська Новоград Волинського району Житомирської обл) та Кунилю в Чорні клобуки. І тут приїхали до нього всі чорні клобуки, з усіма своїми військами…“»
Одного разу краєзнавець Павло Федорович Мельник писав: "Щодо назви села, то Куна — це і грошова одиниця і шкірка куниці і клямка в церкві, якою причиняли невірних жінок, а може й амазонка. Бо в наших краях була колись їх країна — Кунаград. …Тобто: Куна, Велика Куна, Куниця і Кунилля, це — різновікові назви одногоі того самого поселення, городища якого були розташовані на кунянському і мар'янівському берегах Собу.

## Історія та Легенди

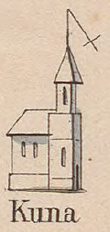
Куна на мапі Зигмунда Герстмана

Відповідно до книги Антона Бюшинга, що написана на матеріалах перепису за 1775 рік, у Куні тоді налічувалось 246 димів, а селяни належали до категорії поміщицьких селян-данників.
Це дуже давнє і велике село, старше за Гайсин і Мар'янівку, яке розташовувалось, раніше, на родючих чорноземах на території нинішніх Куни і Кунки. В свій час, село майже повністю було вирізано татарами, після чого, до своїх старих розмірів уже не відродилось. На його місці утворилось два нових — теперешні Куна і Кунка [Велика Куна і МалаКуна].
Була Паска. В село наїхали татари і наказали всім жителям, разом з дітьми і жінками з'явитись до церкви. Але одному із загарбників сподобалось дитя, що нагадувалойому рідну дитину, залишену удома, тому він сказав батькам, щоб ті поклали мале на воза, перекрили дошками і прикидали гноєм, а потім їхали в поле, начебто по великій необхідності. Жінка тихенько сказала своїй матері, потім сестрі — ті ще комусь і таким чином врятувалось декілька сімей. Всіх інших, хто з'явився до церкви — вирізали. Церква знаходилась на місці Кунянської восьмирічної школи, біля мосту через Сіб. Так як людей було багато, то кажуть, що крові було по коліна і що вона текла вверх по вулиці до ``каменя``, або ``панського роздоріжжя`` [місце де знаходилось єврейське кладовище]. Річки Собу тоді ще не було, Мар'янівки теж і було викопано три широких і довгих рови від церкви і аж до нинішньої Матні, у яких були поховані убиті мешканці Куни.
Мешканці Куни, що в XX ст. навчались в 7-ми(8-ми)-річній школі, в один голос стверджують про те, що на уроках праці, працюючи на ділянках біля школи, неодноразово викопували людські кістки й черепи. В Мар'янівці на Матні (вул. Карла Маркса) [двори Тіторенко, Порохнявогоі т. д.], якщо глибоко копнути то і тепер можна відкопати людські кістки.
Наша легенда розповідає про те, що Куна теж мала бути вирізана, але вже — поляками. Це трапилось під час козацьких повстань, коли в одному із боїв з козаками був убитий знатний шляхтич, у якого відрізали голову і возили з собою, виставляючи кругом на показ. Так як серед козаків знаходилось декілька жителів Куни, то поляки, вирішивши помститись, увірвались на паску в село, коли всі жителі були біля церкви і учинили там жорстоку різню. Загін польських жовнірів з галасом ввірвався в церкву і почав шаблюками та мечами стинати голови беззахисним прихожанам. Священик без голови приніс розкрите Євангеліє, поклав його на кафедру і тільки тоді упав мертвий. І ні мольби священиків, простягаючих до поляків хрести, ні крики жінок і плач дітей, не могли зупинити загарбників, аж поки не трапилось чудо. Із ікони Божої Матері скотилась кровава сльоза. Серед суцільного лементу, стогону, плачу і благань раптом почувся несамовитий вереск поляка: «Панове — Матка Боска плаче…» Кати глянули на образ Богоматері і помітили на її обличчі два потічки сліз. З страшним криком, спотикаючись через мертві і покалічені тіла, вибігали нападники з церкви. Вцілілі після цієї різанини щасливці, ще довго розповідали про це страхіття і чудо. З тих пір ікона стала священною реліквією і свято зберігалась. Коли збудували нову церкву, то Чудотворну ікону Божої Матері перенесли туди, де вона, у позолоченому кіоті, знаходилась аж до революції 1917 року (аж до закриття церкви). Потім її сліди пропали.
Ще розповідають, що поляками село вирізалось не один раз, принаймні вони не раз намагалися це зробити. Але трапилось так, що коли готувалася масова різня в церкві на Паску, то один молодий шляхтич, який був закоханий в українську дівчину, попередив її. Вона сказала батькам, ті донесли представникам козацької влади і козаки ударили першими. Поляки, захоплені зненацька, змушені були тікати підземеллями в Дрібне.
Іншого разу, вже під вечір, жовнірів розселили по хатах «на постой». В одній хаті вояка заходився точити шаблюку. Непосидюща, допитлива малеча оточила його і засипала запитаннями: що це він робить? Нащо? Для чого? Ця дитяча безпечність так вразила добросердечного воїна, що він не втримався від сліз. З пересторогою розповів господарю, що загін має завдання вирізати вночі жителів села. Той таємно сповістив про це сусідів і так, одне від одного, про намір жовнірів довідались всі мешканці. Смерком вони залишили село і цього разу лиха не сталося.
По згадкам Кунянських і Мар'янівських старожилів.

#### Підземелля: Будівництво Кунянських підземель
Легенди розповідають, що Ярошинські будували свої підземелля таємно. Так як спорудження були грандіозними, там працювало багато людей, які більшу частину свого життя проводили в тому підземеллі і виходили лише вночі, коли вивозили землю на поверхню, а ввозили цеглу.
Розказують, що ті люди, які не померли до завершення будівництва, доглядали за належним станом підземель до кінця своїх днів.
Розповідають що тіла тих, хто загинув під час будівництва, просто замуровувані за стінами підземель. А з тіл тих, котрі загинули під кінець не доживши трошки до кінця будівництва, напевно, зробили мумії, які були знайдені у 1930-х роках дітьми.
Розповідають, що підземні ходи були побудовані до Собу і далі через річку в Мар'янівку. Що є хід під нинішнім ставком, що зв'язує два кутка села, на яких трапляються численні провали. Що підземні ходи тягнулись аж до Кунки і більше того- вони йшли від маєтку Ярошинських до маєтків других панів, в інших селах, і так до самої Варшави, і що по них можна було проїхати на бричці… Кажуть що там сховано багато грошей, золота і зброї…
7 (20) листопада 1917 року, відповідно до Третього Універсалу Української Центральної Ради, увійшло до складу Української Народної Республіки.
12 червня 2020 року, відповідно до розпорядження Кабінету Міністрів України № 707-р «Про визначення адміністративних центрів та затвердження територій територіальних громад Вінницької області», село увійшло до складу Гайсинської міської територіальної громади.
19 липня 2020 року, в результаті адміністративно-територіальної реформи та ліквідації Гайсинського району (1923—2020), село увійшло до складу новоутвореного Гайсинського району.

## Населення

### Мова
Розподіл населення за рідною мовою за даними :
| Мова       | Кількість | Відсоток |
| ---------- | --------- | -------- |
| українська | 1891      | 99.21%   |
| російська  | 15        | 0.79%    |
| Усього     | 1906      | 100%     |

## Видатні люди

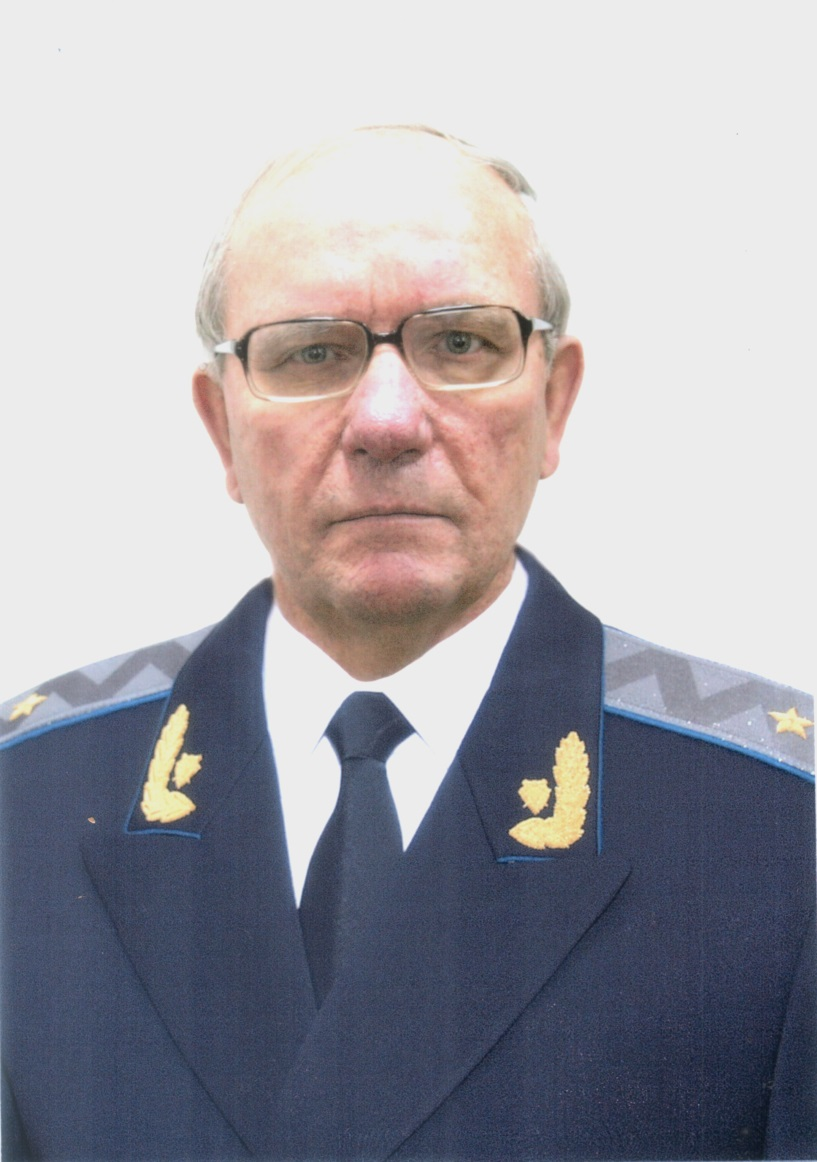
Довгань Ілля Максимович

- Дудар Костянтин Костянтинович — заслужений працівник сільського господарства України (2019)[8].
- Жилінський Євстахій Янушович — український та польський математик, доктор наук,
- Ковальчук Микола Миколайович (1961) — український юрист та державний службовець.
- Присяжнюк Анатолій Йосипович (нар. 15 червня 1953 року в с. Куна) — Голова Київської обласної державної адміністрації (З 19 березня 2010). Кандидат юридичних наук. Генерал-полковник міліції.
- Мацепула Сергій Петрович (1967—2015) — прапорщик Збройних сил України, учасник російсько-української війни.
- Довгань Ілля Максимович (нар. 12 серпня 1946 року в с. Куна) — високопоставлений працівник прокуратури, заслужений юрист України, який брав участь в розслідуванні убивства Георгія Гонгадзе,[9] розслідуванні діяльності ДКНС в Україні та інших резонансних справ.[10][11][12]